# Ian Crocker
Ian Crocker (né le 31 août 1982 à Portland dans l'État du Maine) est un ancien nageur américain spécialiste des épreuves de papillon.

## Biographie
Il a été un des meilleurs nageurs de papillon pendant les années 2000, où ses duels avec Michael Phelps ont marqué les esprits. Champion du monde du 100 mètres papillon en 2003 et en 2005 après avoir fait second en 2001, il est encore en argent en 2007. À cela il faut ajouter une médaille d'argent olympique à Athènes sur la même distance et des multiples titres en relais 4 nages avec l'équipe américaine. Il fut également recordman du monde de 2003 à 2009, devenant le premier nageur de l'histoire sous les 51 secondes.

## Palmarès

### Jeux olympiques
- Jeux olympiques de 2000 à Sydney (Australie) :
  -  Médaille d'or au titre du relais 4 × 100 m quatre nages (3 min 33 s 73).

- Jeux olympiques de 2004 à Athènes (Grèce) :
  -  Médaille d'or au titre du relais 4 × 100 m quatre nages (3 min 30 s 68).
  -  Médaille d'argent sur 100 m papillon (51 s 29).
  -  Médaille de bronze au titre du relais 4 × 100 m nage libre (3 min 14 s 62).

- Jeux olympiques de 2008 à Pékin (République populaire de Chine) :
  -  Médaille d'or au titre du relais 4 × 100 m quatre nages[1].

### Championnats du monde
- Championnats du monde 2001 à Fukuoka (Japon) :
  -  Médaille d'argent du 100 m papillon (52 s 25).

- Championnats du monde 2003 à Barcelone (Espagne) :
  -  Médaille d'or du 100 m papillon (50 s 98).
  -  Médaille d'or au titre du relais 4 × 100 m quatre nages (3 min 31 s 54).
  -  Médaille d'argent du 50 m papillon (23 s 62).

- Championnats du monde en petit bassin 2004 à Indianapolis (États-Unis) :
  -  Médaille d'or du 50 m papillon (22 s 71).
  -  Médaille d'or du 100 m papillon (50 s 18).
  -  Médaille d'or au titre du relais 4 × 100 m nage libre (ne nage que les séries).
  -  Médaille d'or au titre du relais 4 × 100 m quatre nages (3 min 25 s 09).

- Championnats du monde 2005 à Montréal (Canada) :
  -  Médaille d'or du 100 m papillon (50 s 40).
  -  Médaille d'or du relais 4 × 100 m quatre nages (3 min 31 s 85).
  -  Médaille d'argent du 50 m papillon (23 s 12).

- Championnats du monde 2007 à Melbourne (Australie) :
  -  Médaille d'argent du 50 m papillon (23 s 47).
  -  Médaille d'argent sur du 100 m papillon (50 s 82).

### Championnats pan-pacifiques
- Championnats pan-pacifiques 2002 à Yokohama (Japon) :
  -  Médaille d'or du 100 m papillon (52 s 45).

- Championnats pan-pacifiques 2006 à Victoria (Canada) :
  -  Médaille d'or du 100 m papillon (51 s 47).
  -  Médaille d'or du relais 4 × 100 m quatre nages (3 min 31 s 79).

## Distinctions
- Membre de l'International Swimming Hall of Fame en 2017

## Records

### Records personnels
Ces tableaux détaillent les records personnels de Ian Crocker en grand et petit bassin à la fin de sa carrière.
| Épreuve          | Temps   | Compétition                   | Lieu                   | Date       |
| 50 m nage libre  | 23 s 12 | Grand Prix du Missouri        | Columbia, États-Unis   | 18/02/2007 |
| 100 m nage libre | 49 s 06 | Sélections olympiques de 2004 | Long Beach, États-Unis | 11/07/2004 |
| 50 m papillon    | 23 s 12 | Championnats du monde 2005    | Montréal, Canada       | 25/07/2005 |
| 100 m papillon   | 50 s 40 | Championnats du monde 2005    | Montréal, Canada       | 30/07/2005 |

| Épreuve        | Temps   | Compétition                | Lieu                     | Date       |
| 50 m papillon  | 22 s 71 | Championnats du monde 2004 | Indianapolis, États-Unis | 10/10/2004 |
| 100 m papillon | 49 s 07 | Championnats NCAA 2004     | New York, États-Unis     | 26/03/2004 |

### Records du monde battus
Ce tableau détaille les cinq records du monde battus par Ian Crocker durant sa carrière ; deux l'ont été en petit bassin, trois en grand bassin.
| Épreuve                        | Temps   | Compétition                               | Lieu                   | Date       |
| 100 m papillon en petit bassin | 49 s 77 | Championnats NCAA 2004                    | New York, États-Unis   | 26/03/2004 |
| 100 m papillon en petit bassin | 49 s 07 | Championnats NCAA 2004                    | New York, États-Unis   | 26/03/2004 |
| 100 m papillon en grand bassin | 50 s 98 | Championnats du monde 2003                | Barcelone, Espagne     | 26/07/2003 |
| 100 m papillon en grand bassin | 50 s 76 | Sélections olympiques américaines de 2004 | Long Beach, États-Unis | 13/07/2004 |
| 100 m papillon en grand bassin | 50 s 40 | Championnats du monde 2005                | Montréal, Canada       | 30/07/2005 |